# Могилёвдрев
Могилёвдрев — советское и белорусское предприятие по производству мебели.

## История предприятия
Дата создания предприятия — 29 января 1957  года в Могилёве Белорусской ССР. Основное направление деятельности — производство мебели из массива сосны. Своё нынешнее название — «Могилёвдрев» — предприятие получило в январе 1988 года при создании производственных мощностей на базе завода «Стройдетали» ПО «Могилёвлес».
Предприятие несколько раз меняло форму собственности:
- 1991 — арендное производственное объединение
- 1993 — народное предприятие
- с 1994 — открытое акционерное общество акционерами которого стал трудовой коллектив, а также городские власти в лице Могилевского горисполкома.

Однако по причине неэффективности управления и недостаточной экономической грамотности руководителей предприятия в  феврале 2003 года ОАО «Могилёвдрев» было признано банкротом решением Хозяйственного суда Могилёвской области. В течение пяти последующих лет проводились меры по экономической санации завода, которые не помогли поднять рентабельность производства и разобраться с долгами.
В 2008 году вышел указ президента Белоруссии А. Г. Лукашенко о модернизации и реструктуризации долгов предприятий мебельной промышленности республики. Государство гарантировало возврат долгов предприятия в обмен на акции. Доля государства в акциях составило около 80 процентов. После введения внешнего антикризисного управления дела фабрики улучшились, удалось рассчитаться с долгами. В настоящее время предприятие  получило от государства кредит и проводит реконструкцию цехов и обновление парка станков.